# Microdon trilinea
Microdon trilinea är en tvåvingeart som beskrevs av Hull 1943. Microdon trilinea ingår i släktet myrblomflugor, och familjen blomflugor. Inga underarter finns listade i Catalogue of Life.